# The Opposites
The Opposites ist ein 2004 gegründetes Rapduo aus Amsterdam in den Niederlanden, bestehend aus Willem de Bruin und Twan van Steenhoven.

## Geschichte
Die beiden Rapper begannen im Jahre 2003 mit dem Rappen, als Willem de Bruin als Strafarbeit in der Schule einen Rap schreiben musste. Dabei entdeckte er sein Talent dafür und beschloss sich darauf zu konzentrieren. Nach eigenen Angaben wurde er dabei regelrecht süchtig nach Rap. Der Name der Gruppe (deutsch: „Gegensätze“) ergab sich aus dem stark unterschiedlichen Äußeren der beiden Musiker.
Ab 2004 erschienen erste Lieder, meist auf Compilations mit anderen Rappern wie Yes-R, Brace, Brutus und Baas B. Das erste eigene Album Youngsters brachten sie 2005 mit englischsprachigen Texten heraus. Anschließend rappten sie nur noch in ihrer Muttersprache Niederländisch. Sie wechselten zum Plattenlabel Top Notch und ihr zweites Album De Fik Er In erschien Ende 2005. Die Single Slaap aus dem Album kam 2006 raus und wurde der erste Hit der Band, sie schaffte es bis auf Platz vier der niederländischen Top-100-Charts.
Die Single Slapeloze nachten erreichte 2012 in den niederländischen Top-40-Charts Platz 1.
The Opposites wurden mit mehreren Preisen ausgezeichnet, darunter der Edison Music Award, mehrere TMF Awards und 3FM Awards.

## Diskografie

### Alben
| Jahr | Titel              | Höchstplatzierung, Gesamtwochen, AuszeichnungChartsChartplatzierungen (Jahr, Titel, Platzierungen, Wochen, Auszeichnungen, Anmerkungen) | Anmerkungen                                                                                  |
| Jahr | Titel              | NL | Anmerkungen                                                                                  |
| ---- | ------------------ | --- | -------------------------------------------------------------------------------------------- |
| 2005 | Vuur               | — |                                                                                              |
| 2005 | De Fik Erin        | NL81 (10 Wo.)NL | Mixtape                                                                                      |
| 2006 | Rauwdauw           | — |                                                                                              |
| 2007 | Begin Twintig      | NL23 (19 Wo.)NL | Erstveröffentlichung: 7. September 2007                                                      |
| 2010 | Succes/Ik Ben Twan | NL9 (10 Wo.)NL | Erstveröffentlichung: 5. März 2010 2CD, als Split-Album zwischen beiden Künstlern vermarktet |
| 2013 | Slapeloze Nachten  | NL6 Platin · (35 Wo.)NL | Erstveröffentlichung: 10. Mai 2013                                                           |

### Singles
| Jahr | Titel Album                             | Höchstplatzierung, Gesamtwochen, AuszeichnungChartsChartplatzierungen (Jahr, Titel, Album, Platzierungen, Wochen, Auszeichnungen, Anmerkungen) | Anmerkungen                                                      |
| Jahr | Titel Album                             | NL | Anmerkungen                                                      |
| ---- | --------------------------------------- | --- | ---------------------------------------------------------------- |
| 2005 | Fok Jou De Fik Erin                     | — |                                                                  |
| 2006 | Slaap / Oew Oew De Fik Erin             | NL4 (11 Wo.)NL |                                                                  |
| 2007 | Dom, lomp & famous Begin Twintig        | NL21 (6 Wo.)NL | Erstveröffentlichung: 16. August 2007 feat. Dio & Willie Wartaal |
| 2007 | Je weet zelluf Petje Af                 | — | feat. Ali B                                                      |
| 2007 | Ben Jij Wel Helemaal Hier –             | — | feat. 6 Pack                                                     |
| 2008 | Vandaag –                               | — |                                                                  |
| 2009 | Broodje Bakpao Succes / Ik Ben Twan     | NL2 (24 Wo.)NL | Erstveröffentlichung: 14. Dezember 2009 feat. Gers & Sef         |
| 2010 | Licht uit Succes / Ik Ben Twan          | NL3 Gold · (30 Wo.)NL | Erstveröffentlichung: 22. Februar 2010                           |
| 2010 | Brief aan jou Succes / Ik ben twan      | NL30 (5 Wo.)NL | Erstveröffentlichung: 26. Juli 2010 feat. Gers & Sef             |
| 2012 | Slapeloze Nachten Slapeloze nachten     | NL1 ×2Doppelplatin · (16 Wo.)NL | Erstveröffentlichung: 20. Juli 2012 Download-EP                  |
| 2012 | Hey DJ Slapeloze nachten                | NL18 Platin · (11 Wo.)NL | Erstveröffentlichung: 18. November 2012                          |
| 2013 | Sukkel voor de liefde Slapeloze nachten | NL11 ×2Doppelplatin · (10 Wo.)NL | Erstveröffentlichung: 29. März 2013 feat. Mr. Probz              |
| 2013 | Thunder –                               | NL9 Platin · (26 Wo.)NL | Erstveröffentlichung: 3. Mai 2013 feat. Yellow Claw              |
| 2013 | Op een level Slapeloze nachten          | NL— GoldNL | Erstveröffentlichung: 4. November 2013                           |